# Kernel Holding
Kernel Holding eller Kernel er en luxembourgsk virksomhed med aktiviteter i Ukraine og kontrolleret af Andriy Verevskyi.
Virksomheden er producent af solsikkeolie. De driver brands som "Shchedry Dar", "Stozhar" og "Chumak Zolota", eksporterer solsikkeolie og frø, samt driver lager for korn og frø. De producerer 8 % af verdens solsikkeolie, som eksporteres til 60 lande. 
Kernel var ved en opgørelse i 2018 den største jordejer i Ukraine med 570 millioner hektar landareal og havde over 16 tusinde ansatte.
Siden november 2021 er den århusianske investor Henrik Lind med omkring 5 procents ejerskab  mindretalsaktionær i virksomheden gennem sine virksomheder Lind Invest og Lind Value II.